# Dolichopeza (Nesopeza) inornatipes
Dolichopeza (Nesopeza) inornatipes is een tweevleugelige uit de familie langpootmuggen (Tipulidae). De soort komt voor in het Oriëntaals gebied.